# Casa da Cultura de Uberlândia
A Casa da Cultura de Uberlândia é uma instituição que abriga acervos culturais de Uberlândia, fundada em 2008.
O prédio que abriga a instituição é resultado da reforma de um dos casarões antigos do bairro Fundinho.
É um dos pontos turísticos da região central da cidade.

## Projetos
A Casa da Cultura de Uberlândia dá espaço aos seguintes projetos:
- In Cantus, que promove cantores e instrumentistas.[2]
- Presépio de Natal, que promove peças de Natal, em referência ao nascimento de Jesus.[2]

## Características
A Casa da Cultura de Uberlândia dispõe de :
- Espaço para reuniões.
- Salão Nobre, com piano meia-cauda e outros equipamentos, para encontros artísticos.
- Memorial da Casa (sala de pesquisa com acesso a informática)
- Galeria de Arte.[3]